# Libaroa
Libaroa es una entidad de población española del municipio de Gatica, perteneciente a la provincia de Vizcaya, en la comunidad autónoma del País Vasco.

## Toponimia
El lugar puede aparecer referido como «Libaroa» y «Libarona».

## Historia
Hacia mediados del siglo XIX, el lugar, ya por entonces perteneciente a Gatica, tenía contabilizada una población de 67 habitantes. Aparece descrito en el décimo volumen del Diccionario geográfico-estadístico-histórico de España y sus posesiones de Ultramar de Pascual Madoz con las siguientes palabras:

LIBARONA: barrio en la prov. de Vizcaya, part. jud. de Bilbao, térm. jurisd. de Gatica: 10 casas, 14 vec., 67 almas.
(Madoz, 1847, p. 276)

En 2022, tenía empadronados cuarenta habitantes.